# Leidesia
Leidesia é um género botânico pertencente à família Euphorbiaceae.
Plantas distribuidas no sul da África.

## Espécies
- Leidesia capensis
- Leidesia firmula
- Leidesia obtusa
- Leidesia procumbens
- Leidesia sonderiana

## Nomes e referências
Leidesia Mull. Arg.